# Публій Ліциній Вар
Публій Ліциній Вар (*Publius Licinius Varus, бл. 250 до н. е. — після 200 до н. е.) — політичний та військовий діяч Римської республіки, учасник Другої Пунічної війни, дотепник.

## Життєпис
Походив зі впливового плебейського роду Ліциніїв Варів. Син Гая Ліцинія Вара, консула 236 року до н. е. Здобув військові знання під орудою батька. У 210 році до н. е. обіймав посаду курульного еділа. В цей час тривала Друга Пунічна війна.
Обрано міським претором на 208 рік до н. е. Командував 50 кораблями, захищаючи узбережжі недалеко від Риму. Провів закон про щорічне відзначення Аполлонових ігор. Заперечував проти зарахування до сенату Гая Валерія Флакка, фламіна Юпітера, але змушений був з цим погодитися через протидію народних трибунів.
У 307 році до н. е. служив у війську одного з консулів і увійшов до складу посольства, що доставив в Рим звістку про перемогу при Метаврі, де завдано нищівної поразки Гасдрубалу Барці. Дожив до перемоги у Другій Пунічної війні, і пізніше на бенкеті 200 року до н. е. зробив дотепний комплімент Публію Корнелію Сципіону Африканському. Про подальшу долю немає відомостей.